# Jewhen Kaminski
Jewhen Zenonowycz Kaminski, ukr. Євген Зенонович (Зіновійович) Камінський, ros. Евгений Зиновьевич Каминский, Jewgienij Zinowjewicz Kaminski (ur. 20 lipca 1947 w Drohobyczu, Ukraińska SRR) – ukraiński piłkarz i trener piłkarski.

## Kariera piłkarska
Występował w drużynie Naftowyk Drohobycz, który potem nazywał się Chimik Drohobycz. W 1966 był zawodnikiem Szachtiora Szachtar Krasnyj Łucz.

## Kariera trenerska
Po zakończeniu kariery piłkarza rozpoczął pracę szkoleniowca. Najpierw trenował Chimik Drohobycz. Przed rozpoczęciem 1982 został zaproszony do Nywy Brzeżany, z którą zdobył awans do Wtoroj ligi ZSRR. W 1983 trenował Naftowyk Dolina, a potem pracował na stanowisku dyrektora sportowego w klubach Prykarpattia Iwano-Frankiwsk i Podilla Chmielnicki. W pierwszej połowie sezonu 1986 prowadził Naftowyk Ochtyrka. Od lata 1988 do września 1989 trenował Kremiń Krzemieńczuk. Był współpracownikiem trenera Walerego Łobanowskiego, pracował w Hałyczynie Drohobycz, po czym od 16 grudnia 1991 do lutego 1992 był trenerem Stali Sanok w III lidze polskiej edycji 1991/1992 (wówczas przedstawiany był jako Eugeniusz Kamiński). Od 1 października 1993 do czerwca 1994 był szkoleniowcem zespołu Okocimski KS Brzesko w II lidze 1993/1994. Poza Ukrainą przez 12 lat pracował w Stanach Zjednoczonych i Polsce. Od 2006 obejmował stanowisko dyrektora sportowego klubu Arsenał Biała Cerkiew.

## Sukcesy i odznaczenia
Sukcesy trenerskie
- mistrzostwo Ukraińskiej SRR wśród drużyn amatorskich: 1982 z Nywą Brzeżany

Odznaczenia
- tytuł Zasłużonego Trenera Ukrainy